# Shiroi
Shiroi (白井市, Shiroi-shi) är en stad i den japanska prefekturen Chiba på den östra delen av ön Honshu. Den har cirka 60 000 invånare, är belägen nordost om Tokyo och ingår i dess storstadsområde. Shiroi fick stadsrättigheter 1 april 2001.